# Lijst van liedjes in Glee (seizoen 5)
Hieronder volgt een lijst van liedjes in het vijfde seizoen van Glee, een Amerikaanse, komische en muzikale televisieserie van Fox. De show werd gecreëerd door Ryan Murphy, Brad Falchuk en Ian Brennan en bevat vele covers van liedjes die door de personages in de serie gezongen worden. Murphy is verantwoordelijk voor het selecteren van alle gebruikte liedjes, en streeft naar een evenwicht tussen wat oudere klassiekers en hits, want hij wil graag "voor ieder wat wils in elke aflevering". Als Murphy een nummer heeft uitgekozen wordt door music supervisor P.J. Bloom de rechten geregeld met de oorspronkelijke uitgevers. Muziek producer Adam Anders arrangeert het nummer voor de Glee cast. Nummers worden vooraf door de cast ingezongen, terwijl choreograaf Zach Woodlee de bijbehorende dansbewegingen bedenkt. Deze worden vervolgens geleerd aan de cast en later gefilmd. Het proces begint zes tot acht weken voordat elke aflevering wordt gefilmd en kan pas op de dag van het filmen eindigen. Het vijfde seizoen heeft minder afleveringen dan de vorige seizoenen.

## Liedjes
| Titel                                      | Versie gecoverd                              | Uitgevoerd door | Aflevering                            | Single | Album                                              | Bron              |
| ------------------------------------------ | -------------------------------------------- | --- | ------------------------------------- | ------ | -------------------------------------------------- | ----------------- |
| Yesterday                                  | The Beatles                                  | Rachel Berry | 1. Love, Love, Love                   | Nee    | Glee Sings the Beatles                             | [ 3 ] [ 4 ] [ 5 ] |
| Drive My Car                               | The Beatles                                  | Artie Abrams en Kitty Wilde met New Directions | 1. Love, Love, Love                   | Nee    | Glee Sings the Beatles                             | [ 3 ]             |
| Got to Get You into My Life                | The Beatles                                  | Kurt Hummel en Blaine Anderson met de McKinley High fanfare | 1. Love, Love, Love                   | Nee    | Glee Sings the Beatles                             | [ 3 ] [ 5 ] [ 6 ] |
| You've Got to Hide Your Love Away          | The Beatles                                  | Artie Abrams en Kitty Wilde | 1. Love, Love, Love                   | Nee    | Glee Sings the Beatles                             | [ 3 ]             |
| Help!                                      | The Beatles                                  | Blaine Anderson en Sam Evans met New Directions, Vocal Adrenaline, Haverbrook School for the Deaf en Dalton Academy Warblers                                      | 1. Love, Love, Love                   | Nee    | Glee Sings the Beatles                             | [ 3 ]             |
| A Hard Day's Night                         | The Beatles                                  | Rachel Berry en Santana Lopez met Spotlight Diner medewerkers | 1. Love, Love, Love                   | Nee    | Glee Sings the Beatles                             | [ 3 ] [ 4 ]       |
| Revolution                                 | The Beatles                                  | Tina Cohen-Chang | 2. Tina in the Sky with Diamonds      | Nee    | Glee Sings the Beatles                             |                   |
| Get Back                                   | The Beatles                                  | Kurt Hummel en Rachel Berry met NYADA-studenten | 2. Tina in the Sky with Diamonds      | Nee    | Glee Sings the Beatles                             | [ 3 ]             |
| Something                                  | The Beatles                                  | Sam Evans met Ryder Lynn en Jake Puckerman | 2. Tina in the Sky with Diamonds      | Nee    | Glee Sings the Beatles                             | [ 3 ]             |
| Here Comes the Sun                         | The Beatles                                  | Dani en Santana Lopez | 2. Tina in the Sky with Diamonds      | Nee    | Glee Sings the Beatles                             | [ 3 ] [ 5 ] [ 7 ] |
| Sgt. Pepper's Lonely Hearts Club Band      | The Beatles                                  | Jake Puckerman, Ryder Lynn, Wade "Unique" Adams en Marley Rose | 2. Tina in the Sky with Diamonds      | Nee    | Glee Sings the Beatles                             | [ 3 ]             |
| Hey Jude                                   | The Beatles                                  | Blaine Anderson, Kitty Wilde, Tina Cohen-Chang en Sam Evans met New Directions                                                                                    | 2. Tina in the Sky with Diamonds      | Nee    | Glee Sings the Beatles                             | [ 3 ]             |
| Let It Be                                  | The Beatles                                  | Rachel Berry, Santana Lopez, Kurt Hummel en New Directions | 2. Tina in the Sky with Diamonds      | Nee    | Glee Sings the Beatles                             | [ 3 ] [ 5 ]       |
| Seasons of Love                            | Rent                                         | Mercedes Jones, Santana Lopez, Kurt Hummel, Noah Puckerman, Tina Cohen-Chang en New Directions                                                                    | 3. The Quarterback                    | Nee    | The Quarterback (Music From the TV Series)         | [ 8 ] [ 9 ]       |
| I'll Stand by You                          | The Pretenders                               | Mercedes Jones met New Directions | 3. The Quarterback                    | Nee    | The Quarterback (Music From the TV Series)         | [ 8 ] [ 9 ]       |
| Fire and Rain                              | James Taylor                                 | Artie Abrams en Sam Evans met New Directions | 3. The Quarterback                    | Nee    | The Quarterback (Music From the TV Series)         | [ 8 ] [ 9 ]       |
| If I Die Young                             | The Band Perry                               | Santana Lopez met New Directions | 3. The Quarterback                    | Nee    | The Quarterback (Music From the TV Series)         | [ 8 ] [ 9 ]       |
| No Surrender                               | Bruce Springsteen                            | Noah Puckerman | 3. The Quarterback                    | Nee    | The Quarterback (Music From the TV Series)         | [ 8 ] [ 9 ]       |
| Make You Feel My Love                      | Adele                                        | Rachel Berry | 3. The Quarterback                    | Nee    | The Quarterback (Music From the TV Series)         | [ 8 ] [ 9 ]       |
| Marry the Night                            | Lady Gaga                                    | Elliott "Starchild" Gilbert | 4. A Katy or a Gaga                   | Nee    | A Katy or a Gaga                                   | [ 10 ]            |
| Applause                                   | Lady Gaga                                    | Sam Evans, Blaine Anderson, Artie Abrams, Ryder Lynn en Marley Rose                                                                                               | 4. A Katy or a Gaga                   | Nee    | A Katy or a Gaga                                   | [ 10 ] [ 11 ]     |
| Wide Awake                                 | Katy Perry                                   | Jake Puckerman, Tina Cohen-Chang, Kitty Wilde en Wade "Unique" Adams                                                                                              | 4. A Katy or a Gaga                   | Nee    | A Katy or a Gaga                                   | [ 10 ]            |
| Roar                                       | Katy Perry                                   | Tina Cohen-Chang, Wade "Unique" Adams, Kitty Wilde, Sam Evans, Rachel Berry, Elliott "Starchild" Gilbert, Dani en Santana Lopez met New Directions en Kurt Hummel | 4. A Katy or a Gaga                   | Nee    | A Katy or a Gaga                                   | [ 10 ] [ 11 ]     |
| You Are Woman, I Am Man                    | Barbra Streisand in Funny Girl               | Paolo San Pablo en Rachel Berry | 5. The End of Twerk                   | Ja     | NTB                                                | [ 12 ]            |
| Blurred Lines                              | Robin Thicke feat. T.I. en Pharrell Williams | Will Schuester, Artie Abrams, Jake Puckerman en Bree met New Directions en McKinley High studenten                                                                | 5. The End of Twerk                   | Ja     | NTB                                                | [ 13 ]            |
| If I Were a Boy                            | Beyoncé                                      | Wade "Unique" Adams | 5. The End of Twerk                   | Ja     | NTB                                                | [ 14 ]            |
| Wrecking Ball                              | Miley Cyrus                                  | Marley Rose | 5. The End of Twerk                   | Ja     | NTB                                                | [ 15 ]            |
| On Our Way                                 | The Royal Concept                            | New Directions | 5. The End of Twerk                   | Ja     | NTB                                                | [ 16 ]            |
| Movin' Out (Anthony's Song)                | Billy Joel                                   | Blaine Anderson en Sam Evans met New Directions | 6. Movin' Out                         | Nee    | Movin' Out                                         | [ 17 ]            |
| Piano Man                                  | Billy Joel                                   | Blaine Anderson met Spotlight Diners vaste klanten en werknemers                                                                                                  | 6. Movin' Out                         | Nee    | Movin' Out                                         | [ 17 ]            |
| My Life                                    | Billy Joel                                   | Jake Puckerman met de New Directions meisjes en de McKinley High Cheerios                                                                                         | 6. Movin' Out                         | Nee    | Movin' Out                                         | [ 17 ]            |
| Honesty                                    | Billy Joel                                   | Artie Abrams | 6. Movin' Out                         | Nee    | Movin' Out                                         | [ 17 ]            |
| An Innocent Man                            | Billy Joel                                   | Ryder Lynn | 6. Movin' Out                         | Nee    | Movin' Out                                         | [ 17 ]            |
| Just the Way You Are                       | Billy Joel                                   | Kurt Hummel, Blaine Anderson, Rachel Berry, Sam Evans en Santana Lopez                                                                                            | 6. Movin' Out                         | Nee    | Movin' Out                                         | [ 17 ]            |
| You May Be Right                           | Billy Joel                                   | Will Schuester, Artie Abrams, Kitty Wilde, Ryder Lynn en Jake Puckerman met New Directions en McKinley High studenten                                             | 6. Movin' Out                         | Nee    | Movin' Out                                         | [ 17 ]            |
| Into the Groove                            | Madonna                                      | Pamela Lansbury | 7. Puppet Master                      | Ja     | NTB                                                | [ 18 ]            |
| You're My Best Friend                      | Queen                                        | Blaine Anderson met New Directions-poppen | 7. Puppet Master                      | Ja     | NTB                                                | [ 19 ]            |
| Nasty / Rhythm Nation                      | Janet Jackson                                | Jake Puckerman, Marley Rose en Bree met de McKinley High Cheerios                                                                                                 | 7. Puppet Master                      | Ja     | NTB                                                | [ 20 ]            |
| Cheek to Cheek                             | Fred Astaire                                 | Will Schuester en Sue Sylvester | 7. Puppet Master                      | Ja     | NTB                                                | [ 21 ]            |
| The Fox (What Does the Fox Say?)           | Ylvis                                        | New Directions en Pamela Lansbury | 7. Puppet Master                      | Ja     | NTB                                                | [ 22 ]            |
| Here Comes Santa Claus                     | Bing Crosby en The Andrews Sisters           | Kurt Hummel, Santana Lopez en Rachel Berry met de elfen van het winkelcentrum                                                                                     | 8. Previously Unaired Christmas       | Nee    | Glee: The Music, The Christmas Album Volume 4      |                   |
| Rockin' Around the Christmas Tree          | Brenda Lee                                   | Artie Abrams, Will Schuester, Jake Puckerman, Kitty Wilde en Marley Rose met New Directions                                                                       | 8. Previously Unaired Christmas       | Nee    | Glee: The Music, The Christmas Album Volume 4      |                   |
| Mary's Boy Child                           | Boney M.                                     | Marley Rose, Wade "Unique" Adams en Tina Cohen-Chang | 8. Previously Unaired Christmas       | Nee    | Glee: The Music, The Christmas Album Volume 4      |                   |
| Christmas Don't Be Late                    | Alvin and the Chipmunks                      | Rachel Berry, Kurt Hummel en Santana Lopez met Cody Tolentino | 8. Previously Unaired Christmas       | Nee    | Glee: The Music, The Christmas Album Volume 4      |                   |
| Love Child                                 | The Supremes                                 | Wade "Unique" Adams met Tina Cohen-Chang, Marley Rose en New Directions behalve Kitty Wilde                                                                       | 8. Previously Unaired Christmas       | Nee    | Glee: The Music, The Christmas Album Volume 4      |                   |
| Away in a Manger                           | Traditioneel                                 | Kitty Wilde met New Directions, Rachel Berry, Santana Lopez en Kurt Hummel                                                                                        | 8. Previously Unaired Christmas       | Nee    | Glee: The Music, The Christmas Album Volume 4      |                   |
| Whenever I Call You Friend                 | Kenny Loggins en Stevie Nicks                | Artie Abrams en Tina Cohen-Chang met New Directions | 9. Frenemies                          | Ja     | NTB                                                | [ 23 ]            |
| Brave                                      | Sara Bareilles en Stevie Nicks               | Santana Lopez en Rachel Berry | 9. Frenemies                          | Ja     | NTB                                                | [ 24 ]            |
| My Lovin' (You're Never Gonna Get It)      | En Vogue                                     | Artie Abrams en Tina Cohen-Chang met New Directions en Will Schuester                                                                                             | 9. Frenemies                          | Ja     | NTB                                                | [ 25 ]            |
| Beautiful Dreamer                          | Stephen Foster                               | Funny Girl invaller | 9. Frenemies                          | Nee    | NTB                                                |                   |
| 'Don't Rain on My Parade                   | Funny Girl                                   | Santana Lopez | 9. Frenemies                          | Ja     | NTB                                                | [ 26 ]            |
| I Believe in a Thing Called Love           | The Darkness                                 | Elliott "Starchild" Gilbert en Kurt Hummel | 9. Frenemies                          | Ja     | NTB                                                | [ 27 ]            |
| Every Breath You Take                      | The Police                                   | Rachel Berry en Santana Lopez | 9. Frenemies                          | Ja     | NTB                                                | [ 28 ]            |
| Breakaway                                  | Kelly Clarkson                               | Tina Cohen-Chang, Artie Abrams en Blaine Anderson met New Directions                                                                                              | 9. Frenemies                          | Ja     | NTB                                                | [ 29 ]            |
| Jumpin' Jumpin'                            | Destiny's Child                              | Tina Cohen-Chang, Blaine Anderson en Sam Evans | 10. Trio                              | Ja     | NTB                                                | [ 30 ] [ 31 ]     |
| Barracuda                                  | Heart                                        | Elliott "Starchild" Gilbert en Rachel Berry | 10. Trio                              | Ja     | NTB                                                | [ 30 ] [ 32 ]     |
| Don't You (Forget About Me)                | Simple Minds                                 | Sam Evans, Blaine Anderson en Tina Cohen-Chang | 10. Trio                              | Ja     | NTB                                                | [ 30 ] [ 33 ]     |
| Danny's Song                               | Loggins and Messina                          | Will Schuester en Emma Pillsbury | 10. Trio                              | Ja     | NTB                                                | [ 30 ] [ 34 ]     |
| Gloria                                     | Laura Branigan                               | Santana Lopez, Elliott "Starchild" Gilbert en Rachel Berry | 10. Trio                              | Ja     | NTB                                                | [ 30 ] [ 35 ]     |
| The Happening                              | The Supremes                                 | Kurt Hummel, Dani en Elliott "Starchild" Gilbert | 10. Trio                              | Ja     | NTB                                                | [ 30 ] [ 36 ]     |
| Hold On                                    | Wilson Phillips                              | Tina Cohen-Chang, Blaine Anderson, Artie Abrams, Sam Evans, Kurt Hummel, Elliott "Starchild" Gilbert, Rachel Berry, Santana Lopez en Dani                         | 10. Trio                              | Ja     | NTB                                                | [ 30 ] [ 37 ]     |
| I Love L.A.                                | Randy Newman                                 | Will Schuester, Blaine Anderson, Artie Abrams, Sam Evans en Jake Puckerman met New Directions                                                                     | 11. City of Angels                    | Nee    | City of Angels                                     | [ 38 ]            |
| Vacation                                   | The Go-Go's                                  | The Amazonions | 11. City of Angels                    | Nee    | City of Angels                                     | [ 38 ]            |
| Mr. Roboto / Counting Stars                | Styx / OneRepublic                           | Jean-Baptiste and Throat Explosion | 11. City of Angels                    | Nee    | City of Angels                                     | [ 38 ]            |
| More Than a Feeling                        | Boston                                       | Blaine Anderson, Tina Cohen-Chang en New Directions | 11. City of Angels                    | Nee    | City of Angels                                     | [ 38 ]            |
| America                                    | Neil Diamond                                 | New Directions | 11. City of Angels                    | Nee    | City of Angels                                     | [ 38 ]            |
| I Still Haven't Found What I'm Looking For | U2                                           | New Directions | 11. City of Angels                    | Nee    | City of Angels                                     | [ 38 ]            |
| Raise Your Glass                           | P!nk                                         | April Rhodes en Will Schuester met originele en huidige New Directions-leden                                                                                      | 12. "100"                             | Nee    | Glee: The Music, Celebrating 100 Episodes          | [ 39 ]            |
| Toxic                                      | Britney Spears                               | Unholy Trinity | 12. "100"                             | Nee    | Glee: The Music, Celebrating 100 Episodes          | [ 39 ]            |
| Defying Gravity                            | Wicked                                       | Mercedes Jones, Kurt Hummel en Rachel Berry | 12. "100"                             | Nee    | Glee: The Music, Celebrating 100 Episodes          | [ 39 ]            |
| Valerie                                    | Mark Ronson feat. Amy Winehouse              | Santana Lopez en Brittany Pierce met Mike Chang en Jake Puckerman                                                                                                 | 12. "100"                             | Nee    | Glee: The Music, Celebrating 100 Episodes          | [ 39 ]            |
| Keep Holding On                            | Avril Lavigne                                | Noah Puckerman met originele en huidige New Directions-leden | 12. "100"                             | Nee    | Glee: The Music, Celebrating 100 Episodes          | [ 39 ]            |
| Happy                                      | Pharrell Williams                            | Holly Holliday, April Rhodes, Will Schuester, Blaine Anderson en Mercedes Jones met originele en huidige New Directions-leden                                     | 12. "100"                             | Nee    | Glee: The Music, Celebrating 100 Episodes          | [ 39 ]            |
| I Am Changing                              | Dreamgirls                                   | Kurt Hummel en Mercedes Jones | 13. New Directions                    | Nee    | [ 39 ]                                             |                   |
| Party All the Time                         | Eddie Murphy                                 | Holly Holliday met huidige en vorige McKinley High studenten en Will Schuester                                                                                    | 13. New Directions                    | Nee    | [ 39 ]                                             |                   |
| Loser like Me (Acoustic)                   | Originele compositie                         | Blaine Anderson, Sam Evans, Tina Cohen-Chang en Artie Abrams | 13. New Directions                    | Nee    | [ 39 ]                                             |                   |
| Be Okay                                    | Oh Honey                                     | Rachel Berry en Santana Lopez | 13. New Directions                    | Nee    | [ 39 ]                                             |                   |
| Just Give Me a Reason                      | P!nk feat. Nate Ruess                        | Quinn Fabray en Noah Puckerman | 13. New Directions                    | Nee    | [ 39 ]                                             |                   |
| Don't Stop Believin'                       | Journey                                      | New Directions en Will Schuester | 13. New Directions                    | Nee    | [ 39 ]                                             |                   |
| Downtown                                   | Petula Clark                                 | Rachel Berry, Kurt Hummel, Blaine Anderson, Artie Abrams en Sam Evans                                                                                             | 14. New New York                      | Nee    | New New York                                       | [ 40 ] [ 41 ]     |
| You Make Me Feel So Young                  | Frank Sinatra                                | Blaine Anderson en Kurt Hummel | 14. New New York                      | Nee    | New New York                                       | [ 40 ] [ 41 ]     |
| Best Day of My Life                        | American Authors                             | Blaine Anderson en Sam Evans met Beat Club Crew dansers | 14. New New York                      | Nee    | New New York                                       | [ 40 ] [ 41 ]     |
| Rockstar                                   | A Great Big World                            | Elliott "Starchild" Gilbert en Kurt Hummel | 14. New New York                      | Nee    | New New York                                       | [ 40 ] [ 41 ]     |
| Don't Sleep in the Subway                  | Petula Clark                                 | Rachel Berry en Artie Abrams met subway riders | 14. New New York                      | Nee    | New New York                                       | [ 40 ] [ 41 ]     |
| People                                     | Funny Girl                                   | Rachel Berry | 14. New New York                      | Nee    | New New York                                       | [ 40 ] [ 41 ]     |
| No One Is Alone                            | Into the Woods                               | Rachel Berry, Kurt Hummel en Blaine Anderson | 15. Bash                              | Nee    | Bash                                               | [ 42 ] [ 43 ]     |
| (You Make Me Feel Like) A Natural Woman    | Franklin                                     | Mercedes Jones | 15. Bash                              | Nee    | Bash                                               | [ 42 ]            |
| Broadway Baby                              | Follies                                      | Rachel Berry en Blaine Anderson | 15. Bash                              | Nee    | Bash                                               | [ 42 ] [ 43 ]     |
| Not While I'm Around                       | Sweeney Todd                                 | Blaine Anderson | 15. Bash                              | Nee    | Bash                                               | [ 42 ]            |
| Colorblind                                 | Amber Riley                                  | Mercedes Jones | 15. Bash                              | Nee    | Bash                                               | [ 42 ] [ 44 ]     |
| I'm Still Here                             | Follies                                      | Kurt Hummel | 15. Bash                              | Nee    | Bash                                               | [ 42 ]            |
| Addicted to Love                           | Robert Palmer                                | Artie Abrams met Jessica, Julie, Vanessa en vrouwelijke aanbidders                                                                                                | 16. Tested                            | Nee    | Tested                                             | [ 45 ]            |
| I Want to Know What Love Is                | Foreigner                                    | Mercedes Jones met het kerkkoor | 16. Tested                            | Nee    | Tested                                             | [ 45 ]            |
| Love Is a Battlefield                      | Pat Benatar                                  | Blaine Anderson en Kurt Hummel | 16. Tested                            | Nee    | Tested                                             | [ 45 ]            |
| Let's Wait Awhile                          | Janet Jackson                                | Mercedes Jones en Artie Abrams met Sam Evans | 16. Tested                            | Nee    | Tested                                             | [ 45 ]            |
| Lovefool                                   | The Cardigans                                | Rachel Berry met Blaine Anderson, Tina Cohen-Chang, Sam Evans, Kurt Hummel en Santana Lopez                                                                       | 17. Opening Night                     | Nee    | Glee: The Music, Opening Night                     | [ 46 ]            |
| N.Y.C.                                     | Annie                                        | Sue Sylvester en Will Schuester | 17. Opening Night                     | Nee    | Glee: The Music, Opening Night                     | [ 46 ]            |
| I'm the Greatest Star                      | Funny Girl                                   | Rachel Berry | 17. Opening Night                     | Nee    | Glee: The Music, Opening Night                     | [ 46 ]            |
| Who Are You Now?                           | Funny Girl                                   | Rachel Berry en Sue Sylvester | 17. Opening Night                     | Nee    | Glee: The Music, Opening Night                     | [ 46 ]            |
| Pumpin Blood                               | NONONO                                       | Rachel Berry met Mercedes Jones en Santana Lopez | 17. Opening Night                     | Nee    | Glee: The Music, Opening Night                     | [ 46 ]            |
| Wake Me Up                                 | Avicii feat. Aloe Blacc                      | Rachel Berry | 18. Back-up Plan                      | Nee    | The Back-Up Plan                                   | [ 47 ]            |
| Doo Wop (That Thing)                       | Lauryn Hill                                  | Mercedes Jones en Santana Lopez | 18. Back-up Plan                      | Nee    | The Back-Up Plan                                   | [ 47 ]            |
| Story of My Life                           | One Direction                                | Kurt Hummel en Blaine Anderson | 18. Back-up Plan                      | Nee    | The Back-Up Plan                                   | [ 47 ]            |
| Piece of My Heart                          | Big Brother and the Holding Company          | June Dolloway en Blaine Anderson | 18. Back-up Plan                      | Nee    | The Back-Up Plan                                   | [ 47 ]            |
| The Rose                                   | Bette Midler                                 | Rachel Berry | 18. Back-up Plan                      | Nee    | The Back-Up Plan                                   | [ 47 ]            |
| I Melt with You                            | Modern English                               | Sam Evans, Rachel Berry en Mercedes Jones met Artie Abrams | 19. Old Dog, New Tricks               | Nee    | Glee: The Music, Old Dog, New Tricks               | [ 48 ]            |
| Memory                                     | Cats                                         | Kurt Hummel en Maggie Banks met Lexington Home gepensioneerden | 19. Old Dog, New Tricks               | Nee    | Glee: The Music, Old Dog, New Tricks               | [ 48 ]            |
| Werewolves of London                       | Warren Zevon                                 | Sam Evans en Artie Abrams | 19. Old Dog, New Tricks               | Nee    | Glee: The Music, Old Dog, New Tricks               | [ 48 ]            |
| Lucky Star                                 | Madonna                                      | Kurt Hummel en Maggie Banks met Lexington Home gepensioneerden | 19. Old Dog, New Tricks               | Nee    | Glee: The Music, Old Dog, New Tricks               | [ 48 ]            |
| Take Me Home Tonight                       | Eddie Money                                  | Artie Abrams, Blaine Anderson, Maggie Banks, Rachel Berry, Sam Evans, Kurt Hummel, Mercedes Jones en Santana Lopez met Lexington Home gepensioneerden             | 19. Old Dog, New Tricks               | Nee    | Glee: The Music, Old Dog, New Tricks               | [ 48 ]            |
| Shakin' My Head                            | Originele compositie                         | Mercedes Jones met Brittany Pierce en achtergronddansers | 20. The Untitled Rachel Berry Project | Nee    | Glee: The Music, The Untitled Rachel Berry Project | [ 49 ] [ 50 ]     |
| All of Me                                  | John Legend                                  | Blaine Anderson | 20. The Untitled Rachel Berry Project | Nee    | Glee: The Music, The Untitled Rachel Berry Project | [ 49 ] [ 51 ]     |
| Girls on Film                              | Duran Duran                                  | Sam Evans met Charlie Darlene en vrouwelijke modellen | 20. The Untitled Rachel Berry Project | Nee    | Glee: The Music, The Untitled Rachel Berry Project | [ 49 ] [ 51 ]     |
| Glitter in the Air                         | P!nk                                         | Rachel Berry | 20. The Untitled Rachel Berry Project | Nee    | Glee: The Music, The Untitled Rachel Berry Project | [ 49 ] [ 52 ]     |
| No Time at All                             | Pippin                                       | June Dolloway en Blaine Anderson met het publiek van het concert                                                                                                  | 20. The Untitled Rachel Berry Project | Nee    | Glee: The Music, The Untitled Rachel Berry Project | [ 49 ] [ 53 ]     |
| American Boy                               | Estelle feat. Kanye West                     | Blaine Anderson en Kurt Hummel | 20. The Untitled Rachel Berry Project | Nee    | Glee: The Music, The Untitled Rachel Berry Project | [ 49 ] [ 51 ]     |
| Pompeii                                    | Bastille                                     | Rachel Berry, Kurt Hummel, Mercedes Jones, Blaine Anderson, Sam Evans, Artie Abrams en Brittany Pierce met New York bewoners                                      | 20. The Untitled Rachel Berry Project | Nee    | Glee: The Music, The Untitled Rachel Berry Project | [ 49 ] [ 54 ]     |